# La Caverne

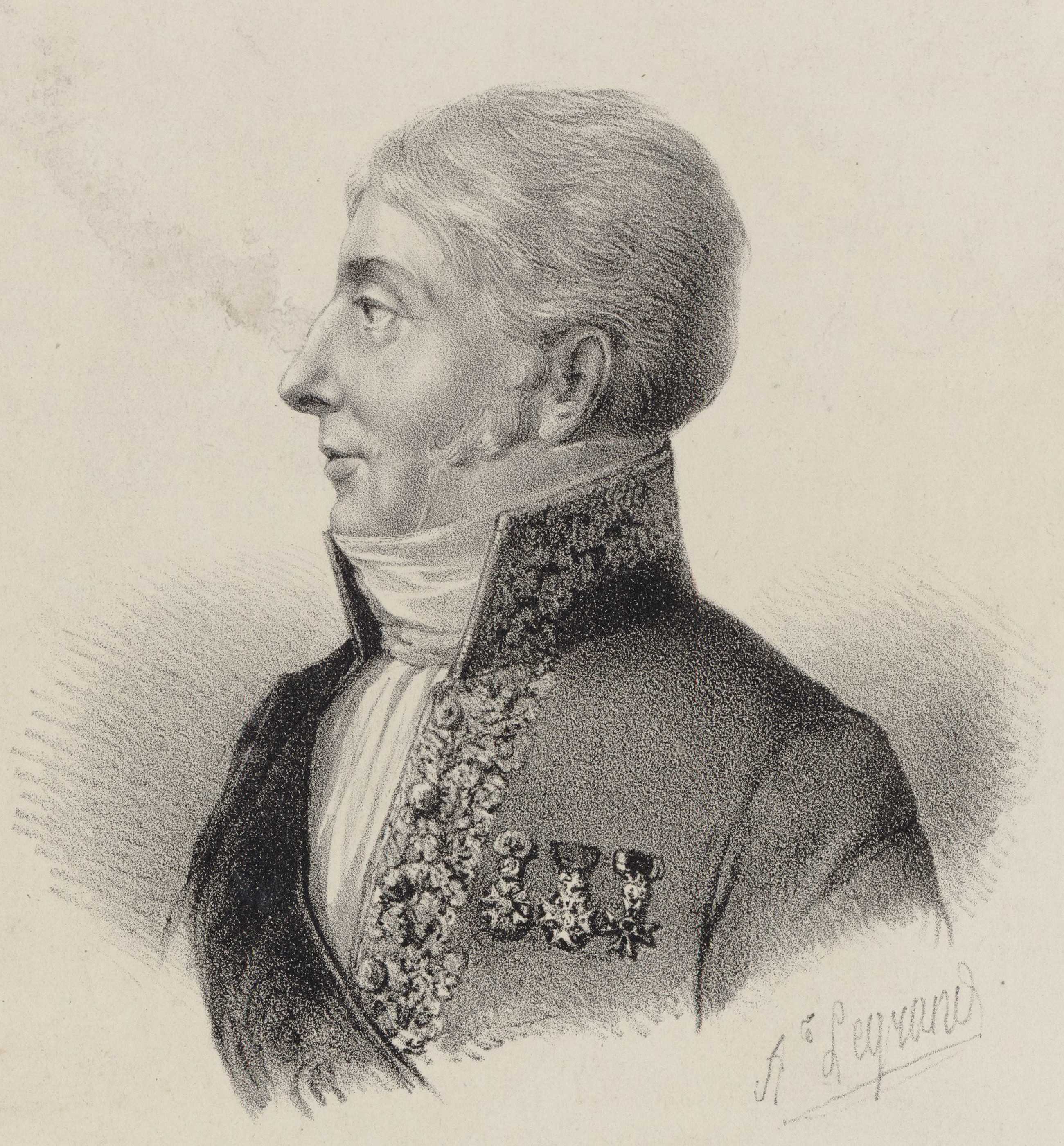
Jean-François Lesueur

La Caverne (Grottan) är en fransk opera (drame lyrique) i tre akter med musik av Jean-François Lesueur och libretto av Alphonse François Palat-Dercy efter Alain-René Lesages roman Gil Blas de Santillane (1735).

## Historia
La Caverne är ett representativt exempel på en så kallad räddningsopera från tiden runt franska revolutionen. Partituret specificerar att scenen skulle delas horisontellt; grottan under och en skog överst. På så sätt kunde två skeenden visas simultant. Musiken karakteriseras av våldsamma effekter, plötsliga dynamiska svängningar, oväntade harmonier, pulserande rytmer och stor användning av kören. Operan hade premiär den 16 februari 1793 på Théâtre Feydeau i Paris.

## Personer
- Gil Blas (tenor)
- Rolando (bas)
- Séraphine (sopran)
- Don Alphonse (tenor)
- Léonarde (sopran)
- Roustan (baryton)
- Bernard (tenor)
- Charles (tenor)

## Handling
Gil Blas och adelskvinnan Séraphine hålls fångna av ett gäng rövare i en grotta. Gil Blas tänker ut en rymningsplan och lyckas fly men utan Séraphine som bli kvar. Séraphines make don Alphonse letar efter sin hustru i skogen men tas också till fånga. Rövarhövdingen Rolando ångrar vad han gjort och upptäcker att han är bror till Séraphine. Gil Blas dyker upp med sina män och de anfaller grottan, fritar fångarna och skjuter rövarna.